# Jacobus Leendert Koopman
Jacobus Leendert Koopman (Hekelingen, 2 juni 1918 – Weert, 28 juni 1968) was een Nederlands politicus van de ARP.
Hij werd geboren als zoon van Jacobus Koopman (1883-19??; hoefsmid) en Neeltje Elizabeth Vogelaar (1878-1953). Hij werd in 1936 volontair bij de gemeentesecretarie van Zuidland en kreeg daar in 1940 een aanstelling als ambtenaar. Rond 1948 ging hij werken bij de gemeente Waddinxveen. Koopman was daar hoofdcommies voor hij in 1963 benoemd werd tot burgemeester van 's Gravenmoer. Toen hij in de zomer van 1968 met gezin op vakantie ging, botste hij met zijn auto in de buurt van Weert tegen een kantelende vrachtwagen waarbij hij, zijn echtgenote en al hun drie kinderen omkwamen.